# Ponte Palatino
Ponte Palatino, auch bekannt als Ponte Inglese (Italienisch für Englische Brücke), ist eine Tiberbrücke in Rom, welche Lungotevere Aventino und Lungotevere Ripa in den Stadtteilen Rioni Ripa und Trastevere miteinander verbindet.

## Beschreibung
Die Brücke wurde vom Architekten Angelo Vescovali entworfen und zwischen 1886 und 1890 anstelle der teilweise zerstörten, 2.200 Jahre alten Pons Aemilius (auch Ponte Rotto, „Zerbrochene Brücke“ genannt) erbaut. Ein Bogen der antiken Dreibogenbrücke wurde 1598 durch eine Flut zerstört, während ein weiterer Bogen 1887 von Vescovali abgerissen wurde, um Platz für die Ponte Palatino zu schaffen. Somit ist von der Pons Aemilius nur noch ein einzelner Bogen in dem Flussbett übrig, welcher neben der modernen Brücke liegt.
Die Ponte Palatino hat ihren Namen vom Palatin, an dessen Hang sie liegt. Die Brücke verbindet das Forum Boarium mit der Piazza Castellani vor der Tiberinsel. Der Name Englische Brücke ist auf den für Italien unüblichen Linksverkehr zurückzuführen, der auf ihr gilt, um die gegenläufigen Einbahnstraßen an den Ufern kreuzungsfrei zu verbinden. Eine gleiche Verkehrsführung besteht auf der Ponte Umberto I. Unmittelbar unterhalb der Brücke auf der linken Seite befindet sich die Mündung der Cloaca Maxima in den Tiber, die noch heute in Betrieb ist.
Die 155 m lange und 18,4 m breite Brücke hat fünf Öffnungen. Ihr Überbau besteht aus je fünf parallelen schmiedeeisernen Gitterträgern, die durch vielfältige Streben miteinander verbunden und versteift sind. Ihre vier gemauerten Pfeiler stehen, der Strömung des Tibers entsprechend, in unterschiedlichen Winkeln zur Brückenachse. Die gusseisernen Geländer und Lampenmasten auf der Brücke stammen offensichtlich noch aus der Bauzeit.